# Teiichi Suzuki
Teiichi Suzuki (鈴木 貞一 Suzuki Teiichi?, 16 de diciembre de 1888 – 15 de julio de 1989) fue un general del Ejército Imperial Japonés, que entre 1941 y 1943, en los inicios de la Segunda Guerra Mundial, presidió la Oficina de Planificación del Gobierno encargada de dirigir la economía de guerra. Tras la rendición de Japón fue condenado por el Tribunal de Tokio a cadena perpetua, pero obtuvo la libertad condicional en 1955. De los japoneses procesados por crímenes de guerra fue el último en morir —cuando falleció le faltaban cinco meses para cumplir los 101 años—.

## Jefe de la Oficina de Planificación del Gobierno (1941-1943)
Como Jefe de la Oficina de Planificación del Gobierno participó en las reuniones de la conferencia de enlace de la última semana de octubre de 1941 en las que se debatió ir a la guerra contra Estados Unidos. Suzuki informó sobre la difícil situación material de Japón que le impediría mantener un conflicto prolongado pero, a diferencia del ministro de Finanzas Okinori Kaya, no se opuso a la guerra —y tampoco presentó el estudio elaborado por la Oficina de Planificación que concluía que la producción industrial media estadounidense era más de setenta y cuatro veces la de Japón, y no veinte veces mayor como había calculado el Ejército Imperial Japonés—. Asimismo cuando el ministro Kaya le preguntó sobre las reservas de petróleo Suzuki contestó que la lucha sería difícil pero posible. Y en otra intervención dijo: «A Kaya le preocupa tener asegurado material de guerra suficiente y parece pensar que estaríamos en desventaja en los años 1941 y 1942. Pero no hay necesidad de preocuparse. En 1943 estaremos mejor si vamos a la guerra».
Muchos años después de acabada la Segunda Guerra Mundial explicó su actitud:

Estaba deprimido… Era como si ya hubieran decidido ir a la guerra. Mi cometido básicamente era proporcionar las cifras que apoyaran esa decisión. Pero, en mi mente, no quería que [Japón] fuera a la guerra. […] Debería haber sido la Armada quien tomara la decisión [contra la guerra] en último término, porque era la Armada la que tenía que combatir. ¡Pero la Armada se negó a decir con claridad que podía!.

La historiadora Eri Hotta explica la actitud de Suzuki de otra forma:

Suzuki concluyó rápidamente que no tenía suficiente poder para llevar a cabo un cambio de política [que evitara la guerra] y decidió ponerse del lado donde le pareció que estaba la mayoría. Como hábil manipulador político y defensor del ejército (era teniente general recientemente retirado), también le irritaba que implícitamente se esperara de él que salvara la situación para la Armada sugiriendo que era imposible vencer en aquella guerra.